# Llumeneres
Llumeneres (prononcé en catalan : /ʎuməˈneɾəs/) est un village d'Andorre situé dans la paroisse de Sant Julià de Lòria, qui comptait 3 habitants en 2017. Il s'agit du village le moins peuplé de la principauté.

## Géographie

### Localisation
Le village de Llumeneres est situé à 5 km au nord-est de Sant Julià de Lòria. On accède à Llumeneres par la route CS-120 débutant à Sant Julià après avoir dépassé le village de Nagol.
Le village est bâti à 1 302 m d'altitude et se trouve sur la rive droite du riu de Llumeneres qui est un affluent de la Valira.
Le GR-7 passe par Llumeneres et permet d'atteindre Certers au nord ou de rejoindre Auvinyà au sud.

### Climat
| Mois                              | jan. | fév. | mars | avril | mai  | juin | jui. | août | sep. | oct. | nov. | déc. | année |
| --------------------------------- | ---- | ---- | ---- | ----- | ---- | ---- | ---- | ---- | ---- | ---- | ---- | ---- | ----- |
| Température minimale moyenne (°C) | −2,7 | −2,6 | −0,4 | 1,6   | 5,3  | 9    | 11,5 | 11,3 | 8,3  | 5    | 0,8  | −1,7 | 3,8   |
| Température moyenne (°C)          | 1,8  | 2,7  | 5,4  | 6,9   | 10,8 | 15,1 | 18,2 | 17,8 | 14,2 | 10   | 5,3  | 2,6  | 9,3   |
| Température maximale moyenne (°C) | 6,4  | 8    | 11,3 | 12,5  | 16,5 | 21,2 | 25,1 | 24,7 | 20,6 | 15,5 | 10,1 | 7    | 14,9  |
| Précipitations (mm)               | 55,2 | 30,5 | 42,7 | 78,8  | 98,2 | 89   | 65,2 | 83,7 | 86,4 | 83   | 86,7 | 67,9 | 867,4 |

## Démographie
La population de Llumeneres était estimée à 15 habitants en 1875.

### Époque contemporaine
| 1984 | 1985 | 1986 | 1987 | 1988 | 1989 | 1990 | 1991 | 1992 |
| ---- | ---- | ---- | ---- | ---- | ---- | ---- | ---- | ---- |
| 3    | 3    | 3    | 5    | 6    | 6    | 6    | 5    | 5    |

| 1993 | 1994 | 1995 | 1996 | 1997 | 1998 | 1999 | 2000 | 2001 |
| ---- | ---- | ---- | ---- | ---- | ---- | ---- | ---- | ---- |
| 5    | 6    | 3    | 4    | 3    | 3    | 3    | 3    | 3    |

| 2002 | 2003 | 2004 | 2005 | 2006 | 2007 | 2008 | 2009 | 2010 |
| ---- | ---- | ---- | ---- | ---- | ---- | ---- | ---- | ---- |
| 4    | 3    | 3    | 3    | 3    | 2    | 1    | 1    | 1    |

| 2011 | 2012 | 2013 | 2014 | 2015 | 2016 | 2017 | 2018 | 2019 |
| ---- | ---- | ---- | ---- | ---- | ---- | ---- | ---- | ---- |
| 1    | 1    | 1    | 3    | 3    | 3    | 3    | 5    | 4    |

| 2020 | 2021 | 2022 | 2023 | - | - | - | - | - |
| ---- | ---- | ---- | ---- | - | - | - | - | - |
| 3    | 4    | 4    | 4    | - | - | - | - | - |

## Toponymie
La forme ancienne Almuneres est attestée. Enric Moreu-Rey propose une origine arabe au toponyme au contraire de Joan Coromines qui considère le toponyme comme d'origine inconnue,. Une origine latine à partir de liminarias (« seuil ») a également été évoquée.

## Patrimoine
Le village abrite la Capella de la Mare de Déu de les Neus de Llumeneres qui porte ce nom pour avoir selon la légende protégé le village d'une avalanche.